# Melanotis caerulescens
Melanotis caerulescens là một loài chim trong họ Mimidae.